# Foëd Amara
Foëd Amara est un acteur français connu pour avoir joué dans la série à succès de Canal+ Engrenages et dans le film de Frédéric Schoendoerffer Le Convoi qui ont lancé sa carrière. Il est représenté par l'agence Time Art.

## Filmographie

### Cinéma
- 2010 : L'Immortel de Richard Berry
- 2014 : Colt 45 de Fabrice Du Welz
- 2014 : Bird People de Pascale Ferran
- 2016 : Le Convoi de Frédéric Schoendoerffer
- 2016 : 600 euros d'Adnane Tragha
- 2018 : Blockbuster de July Hygreck
- 2019 : Parenthèse de Denis Larzillière
- 2021 : Entre les vagues de Anaïs Volpé
- 2023 : Un métier sérieux de Thomas Lilti
- 2023 : Rien ni personne de Gallien Guibert
- 2024 : Karmapolice de Julien Paolini

### Télévision
- 2013 : Engrenages : Djibril Merini
- 2017 : À la dérive : Driss Basri
- 2017 : Quadras : Karim
- 2017 : Tunnel
- 2018 : Mongeville : Samuel
- 2019 : Un avion sans elle : Karim Bouazi (épisodes 1, 2 et 3)
- 2020 : Narvalo
- 2020 : La Garçonne : Amedeo Modigliani
- 2021 : Sauver Lisa : Mehdi Chaleb
- 2022 : Alger confidentiel : Hamza
- 2023 : Année Zéro : Karim Kharoub
- 2023 : Grand Palais: Chicha Lounge: Jassim
- 2024 : Deep d'Aurélien Molas
- 2025 : Des vivants de Jean-Xavier de Lestrade : Djibril
- 2025 : Comme une ombre d'Elsa Blayau : Tarek Hamzaoui
- 2025 : Le Parfum du bonheur de Baya Kasmi : Jérôme

### Programme court
- 2023 : Cabanes de Francis Magnin
- 2021 : Ya Benti de Anissa Allali
- 2011 : Ter Ter de Fabien Carrabin et David Lucchini
- 2011 : Talion de Vincent Heneine
- 2013 : Dans la Bouche

### Clips
- 2015 : Jean-Louis Murat et Rose, Pour être deux
- 2017 : Adrienne Pauly, L'Excusemoihiste

## Distinctions

### Récompenses et Nominations
- Meilleure série dramatique 2015 aux Emmy Awards : Engrenages[1].
- Grand Prix 2023 du Festival du film policier de Cognac : Karmapolice de Julien Paolini[2].
- Prix du court-métrage 2023 du Festival international du film de comédie de l'Alpe d'Huez : Cabanes de Francis Magnin[3].
- Nomination à la Quinzaine des cinéastes Cannes 2021 : Entre les vagues de Anaïs Volpé[4].
- Grand Prix 2023 du Festival CinéBanlieue : Ya Benti de Anissa Allali[5].
- Prix du Jury du Champs-Élysées Film Festival de la meilleure réalisatrice française à Anaïs Volpé pour Entre les vagues[6].
- Meilleur court-métrage 2023 du Festival du film français d'Helvétie : Ya Benti de Anissa Allali[7].
- Prix du Jury et Prix du Public au Festival de Luchon 2013 : Dans la Bouche Programme court Canal+[8].
- Nomination au Festival Your Film de Ridley Scott de 2012 (seul court-métrage français en compétition) : Ter Ter de Fabien Carrabin et David Lucchini[9].